# Assemblea Constituent de l'Equador de 2007 i 2008
 L'Assemblea Constituent de l'Equador va ser una assemblea convocada per a la redacció d'un nou text constitucional a aquest país sud-americà, amb la intenció de substituir la Constitució de 1998.
La seu de l'assemblea va ser al complex denominat Ciutat Alfaro, al cantó Montecristi a la província de Manabí. L'Assemblea va iniciar les sessions el 29 de novembre de 2007 i va acabar oficialment les seves funcions el 25 d'octubre de 2008.
Durant el període que l'assemblea va estar en funcions, el Congrés Nacional va ser dissolt i el Poder legislatiu va passar a mans d'aquest organisme. El 27 de juny de 2008, el president de l'Assemblea Alberto Acosta Espinosa, va renunciar per divergències amb el president de la república Rafael Correa. L'Assemblea va nomenar a Fernando Cordero com a nou president.
L'Assemblea Constituent va finalitzar la seva tasca principal (la redacció de la nova Constitució) la nit de dijous 24 de juliol de 2008 i el text de la nova Constitució va ser aprovat per 94 assembleistes. El 25 de juliol es va realitzar la cerimònia de presentació de la nova Constitució que va ser lliurada al Tribunal Suprem Electoral perquè convoqués el referèndum constitucional.
El 28 de setembre de 2008 la nova Constitució va ser aprovada amb el 63.93% dels vots i el 20 d'octubre del mateix any va ser publicada en el Registre Oficial. L'Assemblea es va reinstal·lar el 22 d'octubre de 2008 per a conformar la Comissió Legislativa i de fiscalització i la Funció Electoral, i va ser clausurada oficialment el 25 d'octubre del 2008.

## Escons per partit
| Llista | Llista | Partit / Moviment                                                  | Escons |
| ------ | ------ | ------------------------------------------------------------------ | ------ |
|        | 35     | Movimiento Alianza PAIS, Patria Altiva I Soberana (PAIS)           | 79     |
|        | 3      | Partido Sociedad Patriótica 21 de Enero (PSP)                      | 18     |
|        | 7      | Partido Renovador Institucional Acción Nacional (PRIAN)            | 8      |
|        | 6      | Partido Social Cristiano (PSC)                                     | 6      |
|        | 18     | Movimiento de Unidad Plurinacional Pachakutik Nuevo-País (MUPP-NP) | 4      |
|        | 15     | Movimiento Popular Democrático (MPD)                               | 4      |
|        | 29     | Red Ética y Democracia (RED)                                       | 3      |
|        | 12     | Izquierda Democrática (ID)                                         | 3      |
|        | 41     | Una Nueva Opción (UNO)                                             | 2      |
|        | 10     | Partido Roldosista Ecuatoriano (PRE)                               | 1      |
|        | 27     | Movimiento Honradez Nacional (MHN)                                 | 1      |
|        | 99     | Movimiento Ciudadano Independiente Futuro Ya                       | 1      |
| Total  | Total  | Total                                                              | 130    |